# El hombre de la Atlántida

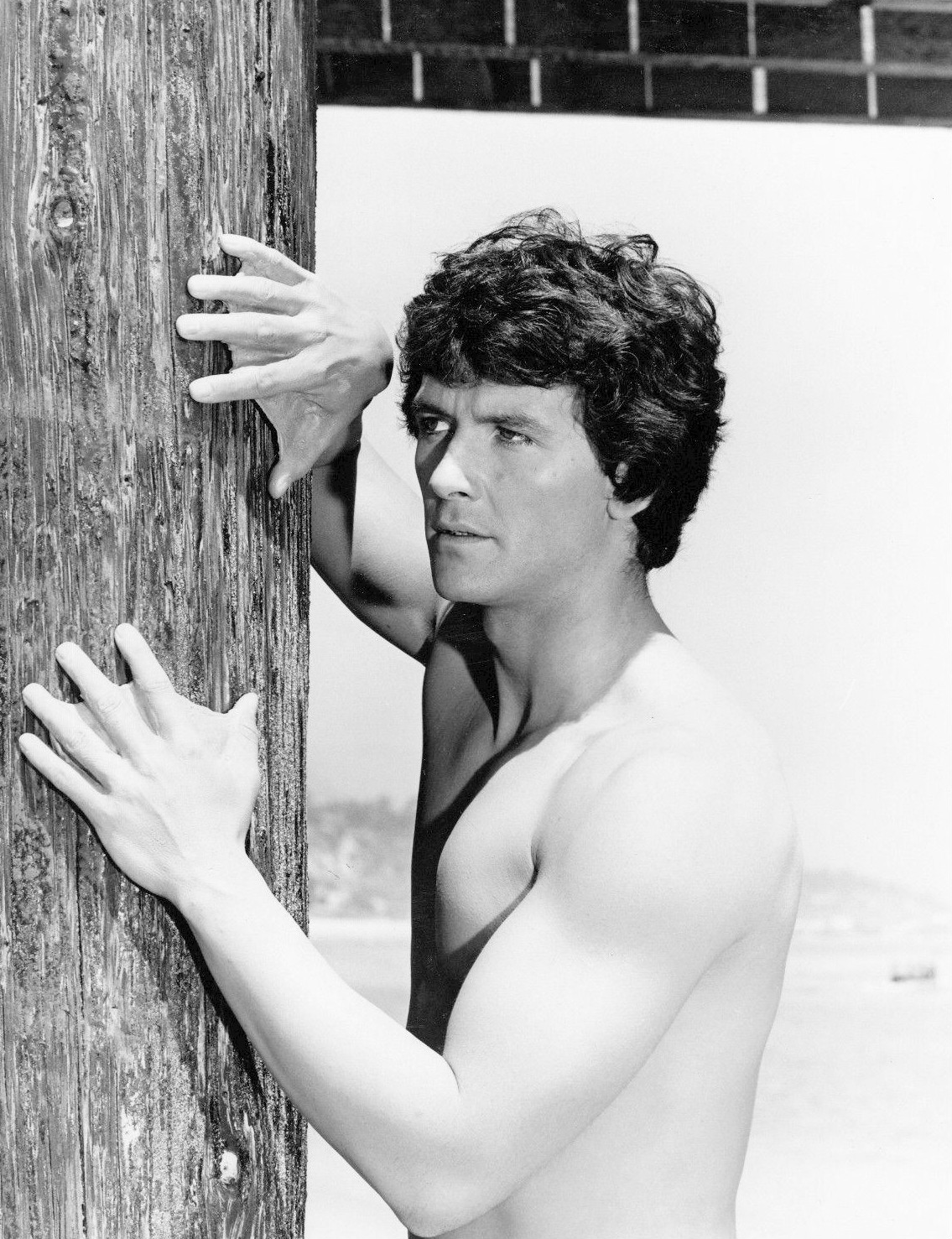
Patrick Duffy como el hombre de la Atlántida.

Man from Atlantis (llamada El hombre de la Atlántida en Latinoamérica) fue una breve serie de televisión de ciencia ficción que duró 13 episodios en la cadena NBC durante la temporada 1977-1978, tras cuatro exitosas películas de televisión que se habían emitido anteriormente en 1977.

## Películas
Este era el tercer intento de la cadena NBC, después de los fracasos de El hombre invisible (1975) y The Gemini man (1976), de presentar series de aventuras con héroes que poseían poderes sobrehumanos.
Durante el período 1976-1977, NBC encargó cuatro películas de televisión acerca del hombre de la Atlántida:
1. Man from Atlantis (4 de marzo de 1977).
2. The death scouts (22 de abril de 1977).
3. The killer spores (17 de mayo de 1977).
4. The disappearances (20 de junio de 1977).

El éxito de audiencia de estas películas condujo a la puesta en marcha de una serie semanal de la temporada 1977-1978.

## Contenido
Patrick Duffy representa a un hombre amnésico al que se le ha dado el nombre de Mark Harris, de quien se cree que es el único sobreviviente de la civilización perdida de la Atlántida.
Posee habilidades excepcionales, incluyendo una fuerza sobrehumana, la capacidad de respirar bajo el agua, y la resistencia a las extremas presiones de las profundidades del océano. Sus manos y pies son palmeados, sus ojos son anormalmente sensibles a la luz, y nada usando los brazos y las piernas de una manera que sugiere el estilo mariposa o el modo en que lo hace un delfín. Después de su descubrimiento, es reclutado por la Fundación para la Investigación Oceánica, una agencia gubernamental que lleva a cabo investigaciones secretas y que explora las profundidades del océano en un submarino sofisticado llamado Cetacean.
El reparto incluye a Belinda J. Montgomery como la Dra. Elizabeth Merrill (quien cuidó a Mark Harris cuando fue encontrado hasta que recuperó la salud) y Alan Fudge como C. W. Crawford, Jr., ambos de la Fundación para la Investigación Oceánica. Victor Buono interpretó al villano Mr. Schubert en el episodio piloto y en varios episodios de la serie.
Kenneth Tigar apareció en las segunda, tercera y cuarta películas como el Dr. Miller Simon, también de la Fundación para la Investigación Oceánica. La serie añade un elenco como "La tripulación de la Cetáceos", que consta de Laurance Richard Williams, J. Víctor López, Jean Marie Hon (que también había sido visto en el Arca II), y Anson Downes.
En el episodio 12, un nuevo personaje principal femenino reemplazó a Elizabeth Merrill, la Dra. Jenny Reynolds, interpretada por la actriz Lisa Blake Richards. El último episodio no cuenta con ningún personaje principal femenino.

## Elenco[6]
| Personaje              | Actor original        | Actor de doblaje     |
| ---------------------- | --------------------- | -------------------- |
| Mark Harris            | Patrick Duffy         | Arturo Mercado       |
| Dra. Elizabeth Merrill | Belinda Montgomery    | Rosanelda Aguirre    |
| C. W. Crawford         | Alan Fudge            | Francisco Colmenero  |
| Sr. Schubert           | Victor Buono          | Pedro D'Aguillón     |
| Brent                  | Robert Lussier        | Agustín López Zavala |
| Jane                   | Jean Marie Hon        | ?                    |
| Chuey                  | J. Víctor López       | ?                    |
| Jomo                   | Dick Anthony Williams | ?                    |
| Dr. Miller Simon       | Kenneth Tigar         | ?                    |
| Ted Neeley             | Jack Muldoon          | ?                    |
| ?                      | Duncan Gamble         | ?                    |
| Insertos / Narración   | ?                     | Francisco Colmenero  |